# سیارک ۷۵۹۷
سیارک ۷۵۹۷ (به انگلیسی: 7597 Shigemi، نامگذاری:1993GM) هفت هزار و پانصد و نود و هفتمین سیارک کشف شده‌است که در ۱۴ آوریل ۱۹۹۳ کشف شد.
قدر مطلق سیارک برابر ۱۲٫۸۰ است.